# Alevís
Alevís o también alevíes (Aleviler en turco) son un grupo etnorreligioso islámico heterodoxo y sincrético que siguen las enseñanzas místicas (batini) de los doce imanes y el santo místico Hajj Bektash Veli. El alevismo se practica principalmente en Turquía y el mapa de su distribución geográfica coincide parcialmente con las áreas de poblamiento kurdo, aunque solo una parte de sus adeptos son kurdos.
Mezclan en sus creencias numerosos ritos preislámicos de carácter chamánico ya que su cultura se remonta al momento en que los nómadas turcomanos de Anatolia Central se convirtieron al islam entorno a los siglos XIV y XVI.
El alevismo no debe ser confundido, pese a la semejanza del nombre, con el alauismo, que es una religión mística derivada de la rama duodécima del islam chií, cuyos seguidores se centran en las montañas costeras de Siria, el Líbano y la provincia turca de Hatay.

## Etimología

Zulfiqar, una representación estilizada de la espada de Alí.

El nombre se deriva de Alí, yerno y primo del profeta Mahoma (Ali Ibn Abi Talib). 
Los términos aleví y alauitas, del árabe Alawï (علوي) aunque comparten la misma etimología, se consideran por muchos estudiosos como ramas del chiismo, comparten la visión igualitarista del ser humano, así como la existencia terrenal de emanaciones divinas, influencias neoplatónicas, cristianas y paganas, la inexistencia de peregrinaciones como de lugares santos: hacen referencia a grupos religiosos con orígenes distintos y un rito —como el 'Cem' en el caso de los alevíes— diferenciado. Los alauitas se encuentran en Siria.
Sin embargo, según el lingüista kurdo Jamal Nebez, la palabra aleví se deriva probablemente de Halav o Hilav, con el significado de punta de llama del fuego. Alev también pasa por ser la palabra turca para llama.

## Alevíes
Seguidores del alevismo (Alevîlik). La población aleví varía, según diferentes estimaciones, entre el 20 y el 30 % de la población de Turquía. Es decir, unos 14-21 millones de creyentes, así como unos tres millones en Irán y Turkmenistán y medio millón de turcomanos alevitas en Irak.[cita requerida] El rito aleví ha integrado muchas influencias religiosas diversas a lo largo del tiempo, tales como religiones preislámicas del Oriente Próximo. La orden sufí bektashí es un elemento significativo del alevismo. Tanto los alevíes bektashíes como los qizilbash veneran a Hayi Bektash-e Valí, místico iraní del siglo XIII. En los ritos y rezos alevíes se usa el idioma turco. 

## Demografía

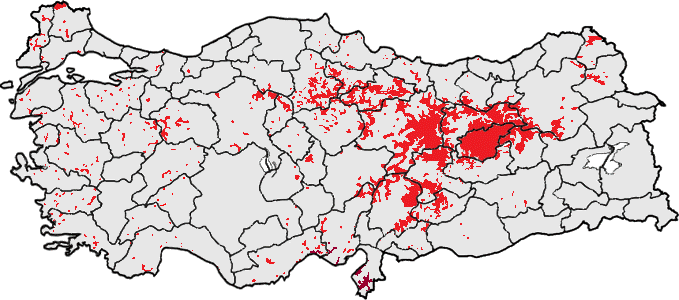
Alevíes en Turquía

Diferentes grupos étnicos sabateos, turcos, armenios, zaza, kurdos, turcomanos y azeríes se encuentran en la comunidad alevita, con una concentración particular en Anatolia central en una zona que va de Çorum, en el Oeste, a Mus, en el Este. La única provincia dentro de Turquía con una mayoría alevita es Tunceli, conocida antes como Dersim. Debe observarse que los alevitas en el antiguo Dersim (de lengua zaza), y en las provincias de Mush y Erzurum, practican una clase de alevismo con pocos diferencias de la de los tahtaci-alevís turcos de la región mediterránea (los cuales normalmente tienen la misma raíz, pero por la distancia, con el tiempo, tenían que cambiarse un poco para evitar problemas con el poder público). 
En los Balcanes, especialmente en Albania, hay también una comunidad grande de alevíes bektashíes. Además, muchos alevíes han emigrado a las grandes ciudades de Turquía occidental y meridional, así como a Europa occidental, especialmente a Alemania, Francia, Países Bajos y Suiza. Hoy en día, la comunidad aleví de Turquía es marcadamente urbana debido a la migración masiva (desde los años 60) desde sus distritos rurales, a menudo montañosos y estériles, a las ciudades. Cuando se comparan con la población sunita, en promedio, tienen índices perceptiblemente más altos de instrucción, una educación de mayor nivel y mayor nivel de empleo femenino, así como una tasa de natalidad más baja. Hay también comunidades grandes en algunas regiones del Azerbaiyán iraní. La ciudad de Iljichi), al oeste, situada a 87 km al sur de Tabriz, está poblada casi enteramente por alevíes. Por razones políticas, una de las cuales es crear una identidad distinta para estas comunidades, no se han llamado alevíes desde el temprano siglo XX. Se llaman con diversos nombres, como qizilbash o tahtaci («leñadores»). También existen grupos de creencia similar dentro del Kurdistán iraní. Es interesante que los zaza, población considerada como perteneciente a los kurdos (aunque su idioma se diferencia del kurdo), profesan una forma de fe aleví que se asemeja en muchos aspectos significativos, tales como la perpetuación de un sistema de castas, a las religiones de drusos y yazidíes. Todas estas variantes del alevismo fueron desarrolladas de manera separada del chiismo a partir de corrientes heterodoxas en el siglo XX[cita requerida].

## Creencias
La naturaleza de la fe aleví puede ser difícil de definir, puesto que no tienen una autoridad central y sus enlaces con otros grupos están pobremente demarcados. Muchas de sus enseñanzas han sido transmitidas mediante tradición oral y se han mantenido ocultas a los extraños durante siglos. Las descripciones tan variadas de alevíes se pueden encontrar por diversos grupos. Las creencias más distintivas de los alevíes se hallan en los buyruk, que son escritos y diálogos compilados del sheij Safi al-Din, Ya‘far as-Sadiq y otros. También se incluyen himnos (nefes) de figuras como shah Ismail o Pir Sultan Abdal e historias de Hayi Bektash. Algunos principios fundamentales del alevismo son:
- Amor y respeto por todas las personas.
- Tolerancia hacia otras religiones y grupos étnicos.
- Respeto hacia las personas trabajadoras («El mayor acto de adoración es el trabajo»).
- Igualdad entre mujeres y varones, quienes rinden culto juntos y practican la monogamia (en otras tendencias se prohíbe a la mujer ingresar a la mezquita).

Existen varias opiniones sobre la naturaleza de Alí. Algunos lo ven como un hombre de extraordinaria fuerza y sabiduría (sobrepasado solo por los profetas), así como con una conexión íntima única con el profeta Mahoma.
Muhammed ilim şehridir, Ali kapısıdır.
Mahoma es la ciudad del  mezclan en sus creencias numerosos ritos preislámicos de carácter chamánico ya que su cultura se remonta al momento en que los nómadas turcomanos de Anatolia Central se convirtieron al islam entorno a los siglos XIV y XVI. mezclan en sus creencias numerosos ritos preislámicos de carácter chamánico ya que su cultura se remonta al momento en que los nómadas turcomanos de Anatolia Central se convirtieron al islam entorno a los siglos XIV y XVI. mezclan en sus creencias numerosos ritos preislámicos de carácter chamánico ya que su cultura se remonta al momento en que los nómadas turcomanos de Anatolia Central se convirtieron al islam entorno a los siglos XIV y XVI. mezclan en sus creencias numerosos ritos preislámicos de carácter chamánico ya que su cultura se remonta al momento en que los nómadas turcomanos de Anatolia Central se convirtieron al islam entorno a los siglos XIV y XVI. mezclan en sus creencias numerosos ritos preislámicos de carácter chamánico ya que su cultura se remonta al momento en que los nómadas turcomanos de Anatolia Central se convirtieron al islam entorno a los siglos XIV y XVI. mezclan en sus creencias numerosos ritos preislámicos de carácter chamánico ya que su cultura se remonta al momento en que los nómadas turcomanos de Anatolia Central se convirtieron al islam entorno a los siglos XIV y XVI.conocimiento espiritual, Alí es la puerta.
Muchos alevíes perciben una unidad mística entre Alí y el Profeta Mahoma, dos caras de la misma moneda o dos mitades de una manzana:
Ali Muhammed'dir, Muhammed Ali
Gördüm bir elmadır, elhamdü-lillâh
Alí es Mahoma, Mahoma es Alí
Veo una manzana, toda alabanza es para Allah
La frase Hak-Muhammed-Ali aşkına («Por el amor de Dios, Mahoma, Alí»), es común en varias oraciones alevitas, podrían conferir una autoridad similar a los tres, por lo que a la luz del claro monoteísmo del islam es una frase controvertida.
Los alevíes denuncian cómo son atacados o discriminados por los musulmanes de las corrientes (chií y suní), aunque algún aleví ortodoxo también denunció ciertas facciones dentro del alevismo. Su creencia en Dios varía. Aunque ciertos grupos ortodoxos aceptan la idea de un creador, algunas facciones creen que Dios es simplemente un buen ser humano. Mientras que los suníes siguen a los cuatro califas: Abu Bakr, Úmar, Uthmán y Alí, los chiitas duodecimanos (incl. los alevíes) reconocen a Alí como el primero de los doce protectores imanes de la comunidad. Sin embargo, aunque expresan su creencia en el Corán, la mayoría de los alevíes rechazan la práctica de la poligamia. Tradicionalmente, las celebraciones rituales de los alevíes no se efectúan en una mezquita, ya que el imán Alí fue asesinado en una de ellas, pero está conectada íntimamente con el dede («anciano»), 'cem de aleví' (del árabe yama'a, reunión), y cemevi (lugar de reunión).
Los alevíes profesan una fe monoteísta. Según su propia convicción, se trata de una forma —la más verdadera— del islam, una visión no compartida por los teólogos musulmanes, que consideran herejes a los alevíes. De hecho, la religión aleví tiene muy poco en común con la fe propagada por Mahoma: sus seguidores no pronuncian el credo, no rezan en la forma en la que lo establece el islam, no tienen mezquitas, no consideran el Corán su libro santo ni siguen la jurisprudencia musulmana. La distribución de la religión aleví con este nombre se limita a Turquía, pero aparentemente también existen comunidades alevíes conocidas con otros términos en Irán occidental y en el norte y noreste de Iraq, así como en Azerbaiyán. Aparentemente, las comunidades conocidas como "Ahl-e Haqq" (Gente de la Verdad), "Ahl Allah" (Gente de Dios), Kakai o Yarsan en Iraq e Irán, forman parte del conjunto aleví. Asimismo se asegura que existen comunidades sustanciales en los Balcanes hasta Albania. En Turquía, la población aleví se concentra sobre todo en Anatolia oriental y en la costa del Egeo; igualmente hay importantes comunidades en Estambul, por ejemplo, en el barrio Gaziosmanpasha. Tanto entre la población turca como entre la kurda hay seguidores de esta religión. Por lo general, uno debe nacer de madre o padre aleví para ser considerado Aleví; aunque no hay norma que prohíba la conversión, ésta no es habitual y los alevíes no intentan extender su fe.
El número de miembros de la religión aleví ha sido objeto de especulación; según la prensa turca, una investigación interrumpida en 2008 arrojó una cifra de alrededor de 10-11 millones de alevíes en Turquía, a los que habría que añadir casi un millón entre los inmigrantes turcos en Europa central. También el número presente en Irán podría llegar al millón.
Se desconoce el origen de la fe aleví, aunque se cree que se formó en el siglo XIII como fusión de la corriente chií del islam con elementos místicos y gnósticos y probablemente también cristianos. Una de las figuras históricas más veneradas entre los alevíes es el filósofo y místico persa Hajji Bektash Veli (muerto en 1271 d. C.). Según la propia leyenda aleví, el origen de su comunidad se deriva directamente de las primeras comunidades chiíes, dirigidas por el califa Alí y su hijo Huséin, y derrotados en el siglo VII. 

### Relaciones con los suníes
La relación entre alevíes y suníes es de suspicacia y prejuicio mutuos que se remontan al periodo otomano. Los suníes han acusado a los alevíes de herejía, heterodoxia, rebelión, traición e inmoralidad. Los alevíes, por su parte, han replicado que el Corán original no exige las cinco oraciones, la asistencia a la mezquita o la peregrinación, y que los suníes distorsionaron el islam inicial omitiendo, malinterpretando o cambiando pasajes importantes del Corán original, especialmente los que se refieren a Alí y a las prácticas rituales.
Para los alevíes hay una estrechez de miras de los suníes que tiene su origen en Arabia, que consideran contraria al carácter nacional del pueblo turco. Para algunos alevíes la sunna y el hadiz fueron innovaciones de las élites árabes, creadas para asegurarse la dominación árabe del islam y para esclavizar a las masas por medio de la manipulación. El sunismo, para los alevíes, no es el verdadero islam, sino una aberración, que por su legalismo estricto se opone al pensamiento libre e independiente y lo ven como reaccionario, fanático y antidemocrático. Los alevíes creen que el nacionalismo suní es intolerante, dominante, y falto de disposición a reconocer la especificidad aleví.
En el panorama político actual, los alevíes se ven como un contrapeso al fundamentalismo suní en Turquía. Los alevíes, que tienen un gran interés en frenar la creciente influencia fundamentalista, son una fuerza defensora del laicismo y buscan alianzas con los suníes moderados contra los extremistas. Exigen que el Estado reconozca al alevismo cono una comunidad islámica igual, pero diferenciada del sunismo. En nuestros días la Diyanet solamente representa y promueve al islam suní basado en la escuela jurídica Hanafi, sin reconocer a los alevíes.
Existe cierta tensión entre el alevismo de tradición folclórica y la Orden Bektashi, que es una orden sufí basada en las creencias alevíes. En ciertas comunidades turcas otras órdenes sufíes (la Orden Khalwati, Halveti o Yerrahi y las de la Rifa'i) han incorporado una influencia aleví significativa.

### Fundamento
El rasgo más llamativo de la religión aleví es la escasa importancia que se da a los aspectos religiosos; numerosos alevíes modernos desconocen prácticamente todo de su religión, entre los escasos preceptos se recuerda la frase turca eline, beline, diline sahip ol: «controla tus manos, tu cintura, tu lengua», como exhortación a no robar ni matar, no cometer adulterio y no mentir. Aparte, no hay prohibiciones concretas. 
Muchos alevíes aseguran que ni siquiera creer en Dios forma necesariamente parte de su religión, dado que Dios se puede considerar el elemento bueno que se halla en el ser humano, como recoge la frase «Dios es el hombre y el hombre es Dios», citada por los maestros alevíes, también concepto básico del sufismo islámico y la mística cristiana.
No existe una jerarquía religiosa en la fe aleví, ni se conocen líderes teológicos actuales. No obstante, existe la figura del guía espiritual, conocido normalmente como dede. Éste debe ser siempre de una familia concreta, vinculado a la de Alí, y asume su cargo por el hecho de su linaje, no por estudios o por destacar moralmente; así puede haber dedes despreciados incluso por la comunidad pero, no obstante, obligados a dirigir las reuniones religiosas. 
La reunión religiosa, llamada cem, se celebra en el cemevi, un edificio que a menudo sirve para múltiples fines sociales, desde comedor a lugar de enseñanza y administración. Entre los grupos alevíes modernos de Estambul se suele realizar todos los jueves. Hombres y mujeres se reúnen en una sala para repetir en coro los nombres de los tres conceptos sagrados: Dios, Mahoma, Alí, y postrarse rítmicamente con movimientos que recuerdan los del rezo musulmán. Tras un rato de invocación, doce jóvenes —seis varones y seis chicas— inician una danza en círculo y ofrecen una copa con agua. El rito termina con el reparto de pan y fruta a todos los asistentes, que deben llevarse a casa estos alimentos, bendecidos por el dede. Éste, acompañado a veces por algunos dignatarios laicos, dirige toda la ceremonia sentado sobre una piel de cordero; según se dice, esta piel de cordero es el único elemento sagrado, dado que nadie más se debe sentar sobre ella; en todo lo demás no existe un claro concepto de objetos o espacios sagrados ni hay temor a que éstos puedan ser profanados.

### Tolerancia
Los alevíes admiten valores como la humanidad, la democracia y un amplio respeto por los derechos humanos. Se sienten obligados a cumplir estos valores de una manera dogmática. Admiran particularmente la libertad de pensamiento y de religión. Reconocen en cada ser humano el libre expreso derecho a la autodeterminación, así como el derecho a manifestar su propia fe. Cada uno relatará después sus rituales a su arbitrio y la visión que mantiene, o se puede ser incluso ateo, y no desean forzar las propias opiniones de los demás. Por lo tanto, los alevíes tienen una relación muy abierta hacia otras religiones, reconocimiento de otros credos y de otras ideologías. Así, un poema dice:
Adımız miskindir bizim
Düşmanımız kindir bizim
Biz kimseye kin tutmayız
Kamu alem birdir bizim.
Nos llaman al unísono
Nuestro enemigo es el odio
Nosotros no odiamos a nadie
Todos nos vemos iguales y únicos.
Yunus Emre

## Política
En muchas regiones tradicionales de Turquía, la división entre familias musulmanas y alevíes era estricta, porque las primeras consideran a las segundas herejes, traidores a la fe e impuras, concepto que no se aplica a los cristianos. Oficialmente, no obstante, Turquía clasifica a los alevíes como musulmanes. Aunque durante décadas, el gobierno turco ha reprimido sus actividades comunitarias y religiosas, grandes sectores de los turcos y kurdos alevíes apoyaban la política del estado kemalista porque consideran el laicismo la mejor garantía para ser protegidos contra extremismos islámicos. Se puede incluso considerar que la burguesía progresista de clase media, compuesta en gran parte por alevíes, es uno de los pilares del Estado turco moderno.[cita requerida]
Entre los elementos que hacen asociar a las familias alevíes con el sector progresista y 'de izquierda' de la sociedad turca se cuenta la tolerancia religiosa y sobre todo, la posición de la mujer respecto al varón, mucho más igualitaria que entre los turcos musulmanes. Aunque el dede siempre es un varón, teológicamente se subraya la igualdad de ambos sexos y tradicionalmente no existe la enorme diferencia en la posición social que caracteriza la Anatolia musulmana.
Esta identificación de las comunidades alevíes con la izquierda del espectro político ha provocado en los años noventa persecuciones y masacres en los barrios alevíes de Estambul en el marco de la dura represión contra los movimientos estudiantiles de izquierda y las corrientes marxistas. Desde la llegada al poder del AKP, el acoso ha crecido y las comunidades alevíes siguen una lucha para recuperar la vida social asociada a su religión.[cita requerida]

## Historia
Los alevíes tienen sus orígenes en los días tempranos del islam. Después de la muerte de Mahoma, sus seguidores fueron divididos entre quienes debían conducir a la comunidad musulmana como califa. La mayoría suní siguió a Abu Bakr, mientras que los chiíes siguieron a Alí, el yerno de Mahoma, como su sucesor legítimo. Esta escisión fue profundizada cuando Yazid ibn Muawiyah, asesinó al nieto de Mahoma, Hüseyn, después de la batalla de Karbala, un acontecimiento rememorado intensamente por alevitas y chiíes. El alevismo es, por tanto, también parte del chiismo duodecimano, en el reconocimiento de los doce Imanes. Otra influencia importante es el sufismo, la tradición mística en el islam. El filósofo de Sufi Hajji Bektash Veli, que vivió en Anatolia durante el siglo XIII, es altamente venerado y considerado generalmente el fundador de la fe alevita. La mayoría de sus seguidores pertenecieron a las tribus del pueblo turkmeno. Las tribus intentaron conservar sus costumbres tradicionales, a menudo en oposición a la dinastía selyúcida y, más adelante, al Imperio otomano. A finales del siglo XV, una orden militar de chiíes Kizilbash, lucharon con la dinastía safávida contra los otomanos y, después de que perdieran su fuerza, fueron asimilados al haberse mezclado con los alevitas anatólicos. Los alevitas kurdos aún se llaman Kizilbash. 
A principios del siglo XX muchos alevitas apoyaron a los revolucionarios turcos y la creación de la república turca. Atatürk fue visto por algunos como el nuevo Hacibektaş Veli, y sus principios laicos, como liberación de la dominación suní . Pero sus expectativas se verían decepcionadas cuando la Presidencia de asuntos religiosos fue fundada como institución exclusivamente suní, y las órdenes bektashis fueron prohibidas en 1925. Los alevís han sido tradicionalmente discriminados y perseguidos en las áreas rurales de Turquía central y del este. Su religión se tolera en Turquía, pero comparados con los suníes, sufren más intervención del Estado en sus asuntos internos y el contenido de su enseñanza. También gozan de privilegios considerablemente menores en el orden financiero y de organización. El Estado turco ha construido y financiado las mezquitas suníes en casi la totalidad de las aldeas de alevitas y ciudades pequeñas; muchos alevitas consideran este gesto como una humillación deliberada.

## Historia reciente
Durante el siglo XX muchos alevíes estuvieron vinculados a partidos políticos de izquierda en Turquía, como el Partido Republicano del Pueblo (CHP) de Turquía y otros partidos de ideología más izquierdista. En la década de 1970, las regiones habitadas por alevíes fueron escenario de conflictos violentos entre grupos izquierdistas (a menudo con una base aleví) y grupos de extrema derecha nacionalista o neo-fascistas, como el Partido de Acción Nacionalista MHP y los Lobos Grises. En 1978, la confrontación entre los residentes y los inmigrantes alevíes (sobre todo kurdos suníes y alevitas, particularmente de Pazarcik) en Kahramanmaraş condujo a una eventual masacre de la población alevita de las grandes ciudades. Los alevís resultaron ser la parte más reacia del contragolpe anti-izquierdista después del golpe militar de 1980, y de los grupos fundamentalistas que encabezaron la violencia islámica, que culminó en 1993 con la masacre de Sivas.

## Música y poesía
Los alevíes tienen un papel significativo en la música y poesía turcas. Sultán Abdal de Pir, un poeta alevita del siglo XVI cuyos poemas y canciones contienen a menudo temas espirituales, es considerado como un santo y héroe. Las figuras importantes son el poeta Sufi Yunus Emre, visto generalmente como Aleví, y Kaygusuz Abdal. Sus poemas forman la cultura turca hasta ahora, y también son realizados por los artistas modernos. Las canciones atribuidas a estos poetas han sido abrazadas por personas de izquierdas en el siglo XX. Aşık, la tradición de Aleví influencian a los bardos también. Muchos de los músicos tradicionales, principales en Turquía, son alevitas, incluyendo Arif Sağ, Musa Eroğlu, Erdal Erzincan, Neşet Ertaş, Muharrem Ertaş, Aşık Mahzuni Şerif, Aşık Feyzullah Çınar, Aşık Veysel Şatıroğlu, Ali Ekber Çiçek, Sabahat Akkiraz, Belkıs Akkale, y Ulaş Özdemir. Otros no Alevís, tales como Zülfü Livaneli, han registrado muchas canciones de alevís. Más recientemente, Mercan Dede, un artista con vínculos con la orden de Rifa'i Marufi (véase arriba) ha registrado la música innovadora de ambient/techno, empleando con frecuencia los temas alevíes, a veces en colaboración con artistas alevitas consagrados, tales como Sabahat Akkiraz.